# 워킹홀리데이
워킹홀리데이 비자(working holiday visa) 또는 복수입국 취업관광 사증(複數入國就業觀光査證), 복수입국사증(複數入國査證)은 해외 방문 중 여행과 여행비용을 충당하기 위한 취업을 허가하는 비자이며, 방문하는 각 국가에서 발급한다.
워킹 홀리데이 비자는 워킹 홀리데이 협정 체결국 국민들이 상대방 체결국을 방문하여 일정 기간 동안 관광과 취업을 병행함으로써 그 나라의 문화와 생활을 체험하면서 학습할 수 있도록 허용하는 제도이며, 여행 전, 출발 국가에서 워킹 홀리데이 비자를 발급 받아서 출국을 한다.
워킹 홀리데이는 각 국가별로 평생 단 한번만 받을 수 있는 비자이며, 학생비자나 관광비자와 같이 어학연수와 관광도 할 수 있으면서 합법적으로 취업 가능한 비자이다. 워킹 홀리데이 비자를 통해 상대방 국가 방문시 통상 12개월 동안 체류가 가능하고, 오스트레일리아 같은 경우 특정 업무에 일정기간 동안 종사할 경우 추가로 12개월 연장해서 체류할 수 있는 비자를 발급한다. 참가자 제한은 협정을 맺은 국가별로 차이가 있다. 참가자가 무제한인 국가도 있는 반면에 최대 200명만 참가할 수 있는 국가도 있다.
각 국가의 워킹 홀리데이의 신청 자격은 대부분 18-30세의 청년, 부양가족이 없고, 신체가 건강하며, 범죄경력이 없어야 하는 것 등을 자격조건으로 두고 있다. 다만, 어학 능력으로 참가자격의 제한을 두고 있지는 않다. 각 국가별 비자신청기간과 신청방법은 상시 접수를 받는 곳과 연중 특정시기에만 접수를 받는 등 국가별로 상이하며 접수방법도 우편, 온라인, 직접접수 등의 방법으로 국가별로 차이가 있다.

## 대륙별 워킹 홀리데이 비자 정책 참여 국가
- 중동： 이스라엘
- 아프리카： 남아프리카 공화국
- 오세아니아： 오스트레일리아, 뉴질랜드
- 남북아메리카： 아르헨티나, 브라질, 캐나다, 칠레, 코스타리카, 멕시코, 페루, 미국[1], 우루과이
- 아시아： 방글라데시, 중화인민공화국, 홍콩, 인도네시아, 일본, 대한민국, 말레이시아, 필리핀, 싱가포르, 중화민국, 타이, 베트남
- 유럽： 오스트리아, 벨기에, 크로아티아, 키프로스, 체코, 덴마크, 에스토니아, 핀란드, 프랑스, 독일, 그리스, 헝가리, 아일랜드, 이탈리아, 라트비아, 리투아니아, 몰타, 모나코, 네덜란드, 노르웨이, 폴란드, 포르투갈, 러시아, 슬로바키아, 슬로베니아, 스페인, 스웨덴, 터키, 우크라이나, 영국

## 대한민국의 워킹홀리데이 비자 체결 현황
대한민국과 워킹홀리데이 비자 협정을 체결한 국가는 총 20개국이며, 영국과 청년교류제도를 체결하였다. 자세한 체결 국가 목록은 다음과 같다.
- 워킹홀리데이비자협정 체결국 (15개국) : 오스트레일리아, 캐나다, 뉴질랜드, 일본, 프랑스, 독일, 타이완, 스웨덴, 아일랜드, 덴마크, 홍콩, 체코, 오스트리아, 헝가리, 포르투갈
- 청년교류제도 체결국 (1개국) : 영국
- 워킹홀리데이비자협정 발효 예정국 (4개국) : 이탈리아, 이스라엘, 네덜란드, 벨기에

| 국가명         | 체결일      | 모집시기  | 모집인원 | 연도별 참가 현황 | 연도별 참가 현황 | 연도별 참가 현황 | 연도별 참가 현황 | 연도별 참가 현황 | 연도별 참가 현황 | 연도별 참가 현황 | 연도별 참가 현황 | 연도별 참가 현황 |
| 국가명         | 체결일      | 모집시기  | 모집인원 | 2005년           | 2006년           | 2007년           | 2008년           | 2009년           | 2010년           | 2011년           | 2012년           | 2013년           |
| -------------- | ----------- | --------- | -------- | ---------------- | ---------------- | ---------------- | ---------------- | ---------------- | ---------------- | ---------------- | ---------------- | ---------------- |
| 오스트레일리아 | 1995년 3월  | 수시접수  | 제한없음 | 17,706           | 24,007           | 28,562           | 32,635           | 39,505           | 34,870           | 30,527           | 34,234           | 33,284           |
| 캐나다         | 1996년 1월  | 연 2회    | 4,000명  | 800              | 800              | 800              | 2,010            | 4,020            | 4,100            | 3,913            | 4,069            | 3,373            |
| 뉴질랜드       | 1994년 4월  | 연 1회    | 1,800명  | 797              | 1,071            | 2,050            | 1,901            | 1,901            | 1,800            | 1,881            | 1,803            | 1,805            |
| 일본           | 1994년 4월  | 연 4회    | 10,000명 | 1,800            | 3,600            | 3,600            | 3,600            | 7,200            | 7,200            | 6,319            | 5,856            | 5,102            |
| 프랑스         | 2008년 10월 | 수시접수  | 2,000명  | —                | —                | —                | —                | 154              | 185              | 152              | 205              | 284              |
| 독일           | 2009년 4월  | 수시접수  | 제한없음 | —                | —                | —                | —                | 188              | 582              | 839              | 1,084            | 1,074            |
| 아일랜드       | 2009년 12월 | 연 2회    | 400명    | —                | —                | —                | —                | —                | 400              | 359              | 400              | 400              |
| 스웨덴         | 2010년 9월  | 수시접수  | 제한없음 | —                | —                | —                | —                | —                | —                | 38               | 44               | 42               |
| 덴마크         | 2010년 10월 | 수시접수  | 제한없음 | —                | —                | —                | —                | —                | —                | 36               | 68               | 60               |
| 홍콩           | 2010년 11월 | 수시접수  | 500명    | —                | —                | —                | —                | —                | —                | 62               | 127              | 114              |
| 대만           | 2010년 11월 | 수시접수  | 400명    | —                | —                | —                | —                | —                | —                | 152              | 214              | 216              |
| 체코           | 2011년 12월 | 수시접수  | 300명    | —                | —                | —                | —                | —                | —                | —                | 2                | 5                |
| 이탈리아       | 2012년 4월  | 발효 예정 | 500명    | —                | —                | —                | —                | —                | —                | —                | —                | —                |
| 영국           | 2012년 6월  | —         | 1,000명  | —                | —                | —                | —                | —                | —                | —                | 386              | 965              |
| 오스트리아     | 2012년 7월  | 수시접수  | 300명    | —                | —                | —                | —                | —                | —                | —                | 4                | 30               |
| 헝가리         | 2013년 4월  | 수시접수  | 100명    | —                | —                | —                | —                | —                | —                | —                | —                | 3                |
| 이스라엘       | 2013년 11월 | 발효 예정 | 200명    | —                | —                | —                | —                | —                | —                | —                | —                | —                |
| 네덜란드       | 2014년 3월  | 발효 예정 | 100명    | —                | —                | —                | —                | —                | —                | —                | —                | —                |
| 포르투갈       | 2014년 4월  | 수시접수  | 200명    | —                | —                | —                | —                | —                | —                | —                | —                | —                |
| 벨기에         | 2014년 4월  | 발효 예정 | 200명    | —                | —                | —                | —                | —                | —                | —                | —                | —                |

## 국가별 자격 조건

### 독일
- 만 18세 이상 30세 이하인 자
- 대한민국 국적인 자
- 자녀를 동반하지 않는 자
- 배우자 동반 불가 (단, 배우자도 신청자격 충족 시 함께 신청 가능)
- 건강 상태가 양호한 자 (건강검진증명서 불필요)

## 같이 보기
- 유학
- 교환 학생 프로그램
- 청년교류제도
- 한미 대학생 연수 프로그램